# Éothéod
Éothéod byl ve fiktivním světě J. R. R. Tolkiena jedním z národů Seveřanů, které opustily území Rhovanionu a usadili se na sever a západ od Temného hvozdu. Národ Éothéodu se usadil a později vzkvétal v údolí Anduiny  a na okraji Temného hvozdu v letech 1856 až 2510 Třetího věku. Jeho lidé byli věrnými spojenci Gondoru a nakonec byli předky Rohirů.

## Dějiny
Po bitvě na pláních (1856 T.v.) bylo království Rhovanion dobyto Konfederací Vozatajů a jeho lid byl zotročen. Aby unikli tomuto osudu, mnozí ze Seveřanů uprchli z Rhovanionu; někteří na sever do zemí Dolu, jiní na jih do Gondoru, a mnoho dalších uniklo na západ do Temného hvozdu mezi Lesníky a na sever na území Seveřanů žijících mezi Šedými horami a Temným hvozdem. Marhwini, syn Marhariho, vedl jednu takovou skupinu uprchlíků na sever mezi východním břehem Anduiny a západními okapy Temného hvozdu. Cestou se k nim připojili další uprchlíci, kteří prchli lesem. Svou cestu zakončili v údolí Anduiny mezi Carrockem, městem lidí z údolí, a Kosatcovými poli, kde se z větší části usadili na západní straně řeky. Tam se stali známými jako Éothéod.
Tyto migrace se odehrály mimo znalosti Gondoru, který se o jejich existenci dozvěděl o mnoho let později. To bylo až do roku 1899, kdy Marhwini, nyní Pán Éothéodu, varoval Calimehtara, že Vozatajové plánují invazi do Calenardhonu přes území Celebrantu a brody řek Anduiny a Limlaithu. Ale zotročení Seveřané také připravili vzpouru proti Vozatajům. Calimehtar proto vyprovokoval Vozataje a vylákal jejich vojska z Ithilienu a jeho jezdci, ke kterým se připojil velký Éored (jízdní armáda) vedený Marhwinim, zahnali Vozataje zpět. Mezitím psanci a vysvobození otroci z Temného hvozdu vypálili mnoho táborů a pevnůstek Vozatajů, které si Východňané zde v mezičase postavili. Marhwini se poté stáhl do své země vedle Anduiny a Seveřané Ěothéodu se už nikdy nevrátili do svých bývalých domovů.
V době vlády lorda Forthwiniho byli lidé Éothéodu znovu znepokojeni nájezdy na jih jejich území, a to jak proti proudu řeky, tak i přes Zužení Temného hvozdu. Pán Éothéodu pak varoval krále Ondohera, že Vozatajové se zotavují a připravují se na novou invazi. Útok nakonec přišel kolem roku 1944 a muži z Éothéodu bojovali po boku Ondohera. Faramir, syn Ondohera, odmítl zůstat v Minas Tirith a připojil se k praporům Éothéodu, ale byl přepaden s jejich skupinou, když ustupovali směrem k Mrtvým močálům. Pánovi Éothéodu se ho nepodařilo zachránit a Faramir mu zemřel v náručí, než zjistil, že je princ. Poté se připojil k Minohtarovi na čele Severní cesty v Ithilienu. Nakonec byli Vozatajové poraženi Earnilem II. v bitvě o tábor Vozatajů.
V roce 1973 se někteří hrdí "knížata Severu" a vysocí a slušní jezdci na svých koních z Anduinských údolí připojili ke Gondorským silám a vytvořili Armádu západu a bojovali proti Čarodějné říši Angmaru.
Éothéod byli nyní Gondoru dobře známí jako lidé dobré důvěry. Po navázání kontaktu shromáždili historici Gondoru své znalosti o všem, co prošlo v daleké severní oblasti.
Dva roky po porážce Angmaru (1975) pán Frumgar shromáždil lid Éothéodu a přesunul je na nové území, na sever pod Šedé hory, mezi Mlžnými horami a severozápadním Temným hvozdem, pryč z dosahu Východňanů a jejich útoků. Na jih se rozšiřoval až k soutoku Greylin a Langwellu, pramenů Velké řeky Anduiny, poblíž místa, kde se Šedé hory setkaly s Mlžnými horami. Tato země byla známá jako Panství Éothéodu Založili zde své hlavní město. O nějaký čas později jejich pán Fram, syn Frumgara, zabil draka Scathu. Hlavní město Éothéodu bylo na jeho počest pojmenováno Framsburg. Framovi se také podařilo najít Scathovy poklady, které drak ukradl Trpaslíkům ze Šedých hor, a prohlásil drakovy poklady za majetek jeho lidu. Trpaslíci z této oblasti si na poklad také vznesli nárok, ale Fram nárok pokáral a místo toho jim poslal dračí zuby spolu se zprávou: „Vaše poklady se nevyrovnají takovým drahokamům, protože je těžké je získat.'' Zpráva trpaslíky rozzlobila a proslýchalo se, že kvůli tomu se pokusili zabít Frama. Tento incident vyburcoval nenávist Trpaslíků Šedých hor proti panství Éothéodu, která trvala až do roku 2590, kdy byly kolonie Trpaslíků Šedých hor ztraceny během Války trpaslíků a draků. Po Framovi není o vůdcích Éothéodu nic známo až do mnohem pozdější doby, kdy byl král Léod zabit při pokusu o zkrocení koně Felarófa, prvního z Rohanských Mearů. Jeho syn a nástupce Eorl Mladý koně zkrotil a vzal ho do služby jako kompenzaci za život svého otce. Během vlády vládnoucího správce Gondoru měl Cirion vždy na mysli hrozbu ze Severu. Tak to nebylo až do zimy roku 2509, kdy si uvědomil, že se připravuje velká invaze proti Gondoru. Gondor čelil útoku ze zemí Balchothů a Dorrhúnenu, Východňanů kteří dříve spolupracovali s Vozataji, a Cirion vyslal posly do hlavního města Éothéodu. Lord Eorl odpověděl na volání o pomoc a vyjel s velkou armádou Éothéodu na pomoc jejich dávným spojencům, přičemž za sebou nechal jen pár válečníků, aby chránili svůj lid. Jezdci dorazili právě včas, aby pomohli armádě Gondoru na polích Celebrantu, a po porážce nepřítele Cirion požádal Éothéod, aby dohlížel na vylidněnou provincii Calenardhon.
O tři měsíce později dal Cirion Calenardhon jako dárek Eorlovi a jeho lidu a Eorl přísahal přísahu věčného přátelství. Poslové byli vysláni na sever a většina lidí Éothéodu se zcela přesunula do plání Calenardhonu. Tito lidé Éothéodu se přejmenovali na Eorlingas nebo „následovníci Eorla“, ale v jazyce Gondoru se stali známými jako Rohirrim, Rohirové, neboli páni koní, a jejich země se stala známou jako Rohan, Jízdmarka.
Ti z Éothéodu, kteří se nepřesunuli do Calenardhonu, jichž byla menšina, zůstali ve Framsburgu a Éothéodu, a žili v harmonii mezi lidmi z Údolí a kožoměnci, kteří později osídlili i severní údolí.